# Thonhausen

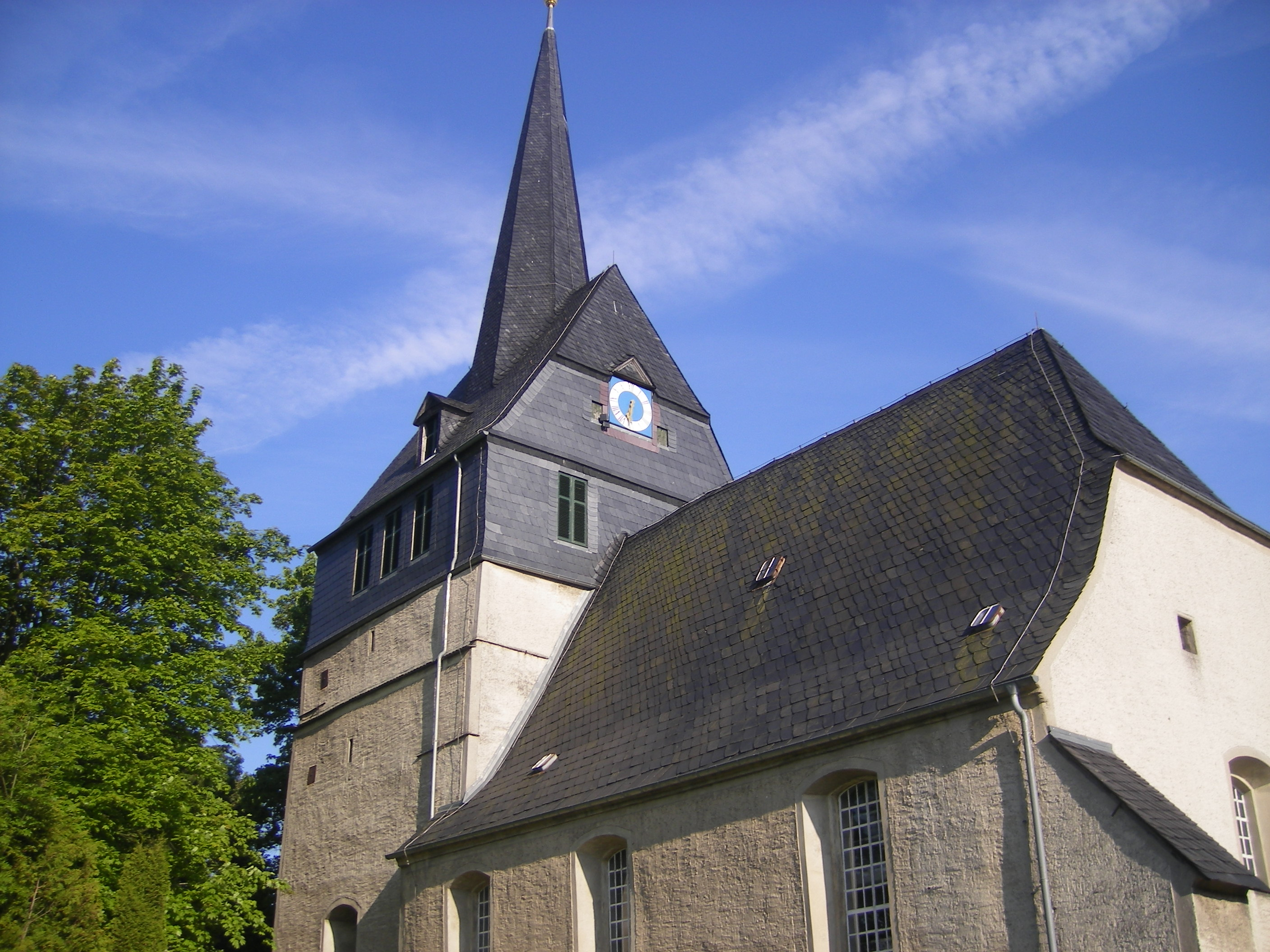
Dorpskerk van Thonhausen

Thonhausen is een gemeente in de Duitse deelstaat Thüringen, en maakt deel uit van de Landkreis Altenburger Land.
Thonhausen telt 515 inwoners.